# Horsehay
Horsehay – wieś w Anglii, w hrabstwie ceremonialnym Shropshire, w dystrykcie (unitary authority) Telford and Wrekin. Leży 19 km na wschód od miasta Shrewsbury i 206 km na północny zachód od Londynu.